# Jan van Riemsdijk

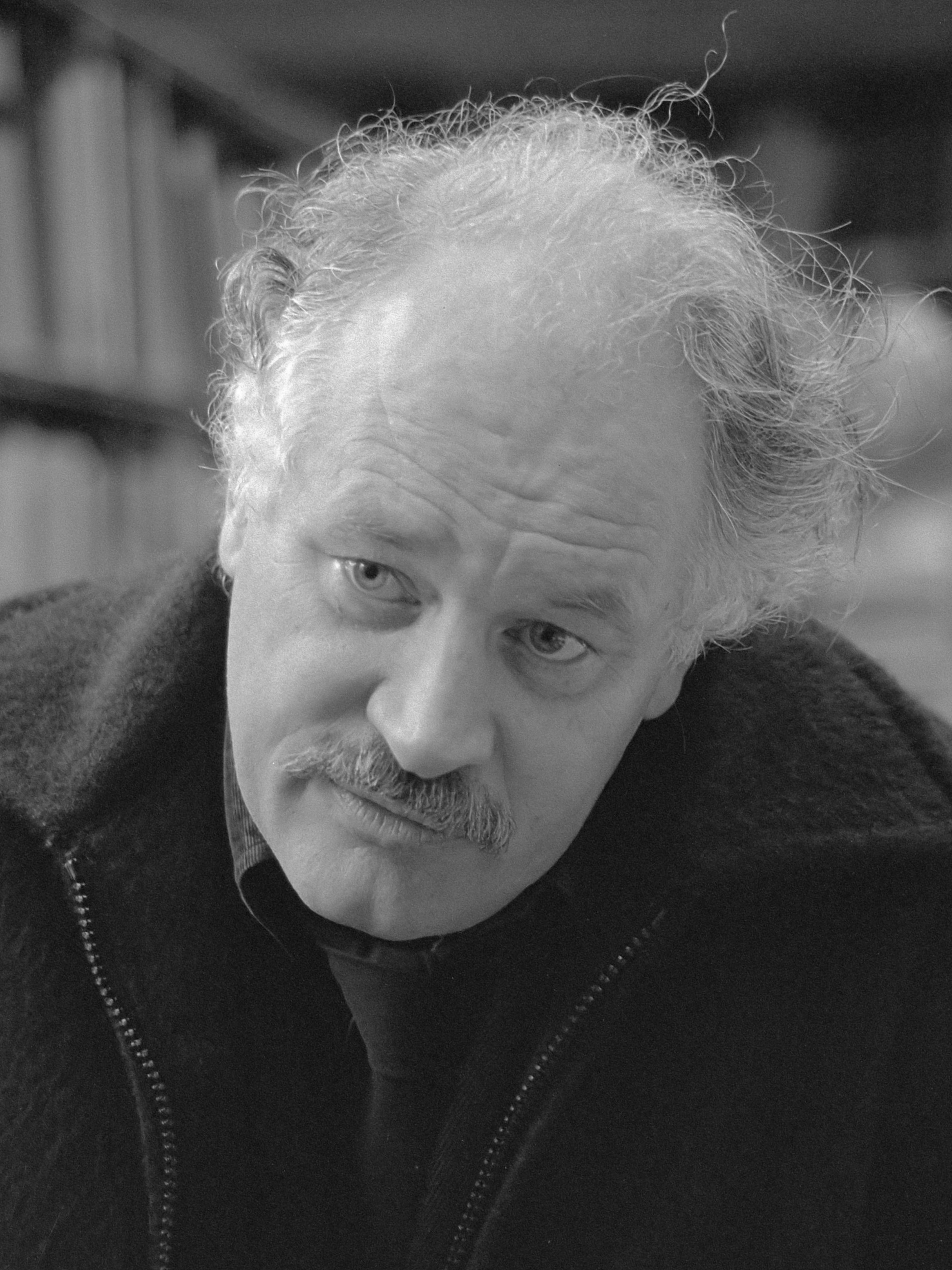
Jan van Riemsdijk (1981)

Jan van Riemsdijk (1931- Lochem, 7 november 2011) is auteur van onder andere de boeken Cirkelen rond het Geheim en De Wonderen Luisteren naar de Wetten, zoals die in respectievelijk 1993 en 1997 verschenen bij uitgeverij Kok Agora. 
Van Riemsdijk is als klinisch psycholoog verbonden geweest aan de Rijksuniversiteit Leiden en was later als bestuurder en beleidsadviseur werkzaam op het gebied van kunst en cultuur. Als zodanig vervulde hij onder andere de functie van hoogleraar-directeur van de Rijksacademie voor Beeldende Kunsten in Amsterdam.
- Digitale Bibliotheek voor de Nederlandse Letteren: riem040
- Gemeinsame Normdatei: 127324151
- International Standard Name Identifier: 0000 0000 6321 8083
- Library of Congress Control Number: n79059549
- Nederlandse Thesaurus van Auteursnamen: 068413041
- Virtual International Authority File: 23417357
- WorldCat: E39PBJrgJDRf7bwHBYWXDqhvHC